# Chlorochara vivida
Chlorochara vivida är en insektsart som först beskrevs av Fabricius 1775.  Chlorochara vivida ingår i släktet Chlorochara och familjen Acanaloniidae. Inga underarter finns listade i Catalogue of Life.